# KU Волка
KU Волка (лат. KU Lupi), HD 139525 — двойная звезда в созвездии Волка на расстоянии приблизительно 1804 световых лет (около 553 парсеков) от Солнца. Видимая звёздная величина звезды — от +6,99m до +6,93m. Возраст звезды определён как около 169,8 млн лет.

## Характеристики
Первый компонент — бело-голубая вращающаяся переменная звезда типа Альфы² Гончих Псов (ACV) спектрального класса ApSi, или B8. Масса — около 5,955 солнечных, радиус — около 7,005 солнечных, светимость — около 225,53 солнечных. Эффективная температура — около 12000 K.
Второй компонент — коричневый карлик. Масса — около 14,85 юпитерианских. Удалён на 2,711 а.е..